# Arketypon
Arketypon is een geslacht van vliesvleugeligen uit de familie Encyrtidae. De wetenschappelijke naam van dit geslacht is voor het eerst geldig gepubliceerd in 2002 door Guerrieri & Noyes.

## Soorten
Het geslacht Arketypon is monotypisch en omvat slechts de volgende soort:
- Arketypon vaderi Guerrieri & Noyes, 2002